# Karen Souza
Karen Souza (La Pampa, 1984. január 10. –) argentin dzsessz és bossanova énekesnő, dalszerző, producer.

## Pályakép
Karrierje elején vokálozott. A 70-es, 80-as és 90-es években különboző nevek alatt mások slágerereit énekelte.
2010-ben szerződést írt alá a japán JVC Victor-szal és turnézni kezdett Venezuelában, Brazíliában, Mexikóban, Kínában, Koreában, Spanyolországban és Olaszországban.

## Lemezek
- Essentials (Music Brokers, 2011)
- Hotel Souza (Music Brokers, 2012)
- Essentials II (Music Brokers, 2014)
- Velvet Vault (Music Brokers, 2017)
- Language of Love (Victor, 2020)